# Premna serratifolia
Espèce
Synonymes
- Citharexylum paniculatum Poir.[1]
- Cornutia corymbosa Burm.f.[1]
- Gumira abbreviata (Miq.) Kuntze[1]
- Gumira integrifolia Hassk.[1]
- Gumira laevigata (Miq.) Kuntze[1]
- Gumira opulifolia (Miq.) Kuntze[1]
- Gumira truncata (Turcz.) Kuntze[1]
- Premna abbreviata Miq.[1]
- Premna benthamiana Domin[1]
- Premna corymbosa (Burm.f.) Schauer[1]
- Premna gaudichaudii Schauer[1]
- Premna hircina Wall.[1]
- Premna integrifolia L.[2]
- Premna integrifolia Willd.[1]
- Premna laevigata Miq.[1]
- Premna media R.Br.[1]
- Premna obtusifolia R. Br.[2]
- Premna obtusifolia R.Br.[1]
- Premna sambucina Wall. ex Schauer[1]
- Premna tahitensis var. rapensis F.Br.[1]
- Scrophularioides arborea G.Forst.[1]

Premna serratifolia L. est une espèce de plantes de la famille des Verbenaceae. On trouve l'espèce en Afrique, en Océanie, en Asie et dans quelques îles du Pacifique. À l'Île de France, on l’appelait arbre à la migraine parce qu’on pensait que l’application de ses feuilles au front soulageait les maux de tête. Elle s'appelle aussi Bois sureau à l'Île Maurice. Cette espèce peut être naturalisée ailleurs.

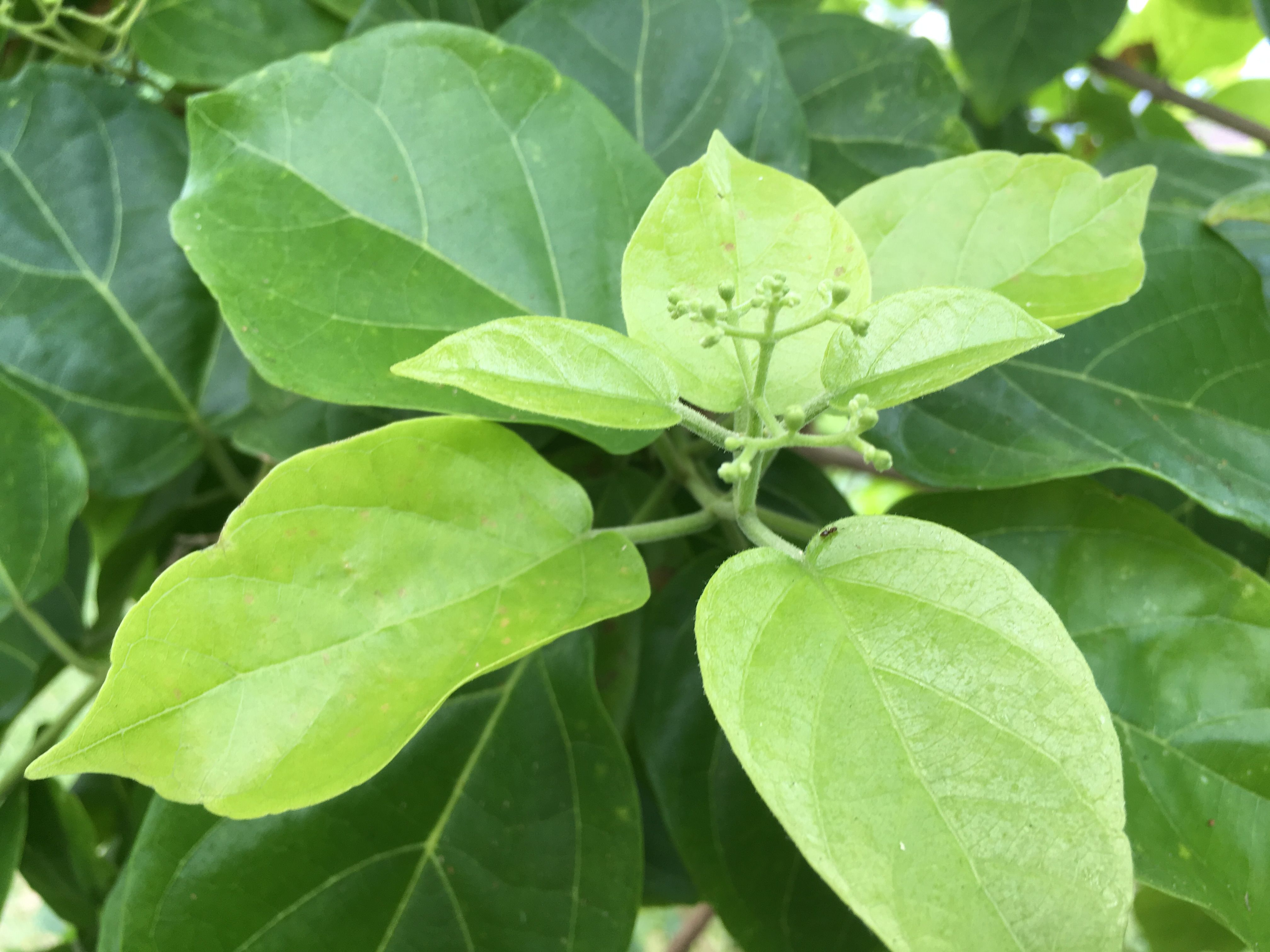
Premna serratifolia à Tahiti

## Liste des variétés
Selon Tropicos (29 octobre 2017) :
- variété Premna serratifolia var. minor (Ridl.) A. Rajendran & P. Daniel